# Gorgonorhynchus bermudensis
Gorgonorhynchus bermudensis är en djurart som tillhör fylumet slemmaskar, och som beskrevs av Wheeler 1940. Gorgonorhynchus bermudensis ingår i släktet Gorgonorhynchus och familjen Gorgonorhynchidae.
Artens utbredningsområde är Mexikanska golfen. Inga underarter finns listade i Catalogue of Life.